# I Rax
(introduzione del libro)
I Rax è un libro per bambini scritto dal Dr. Seuss tradotto da Anna Sarfatti pubblicato nel 1961. Nel libro italiano è stato allegato insieme al libro La battaglia del burro.

## Trama
I Rax sono due esseri pelosi che stanno camminando finché un giorno si ritrovano uno di fronte all'altro. Tutti e due non si vogliono spostare e allora rimangono lì.
La storia finisce che nonostante passi il tempo loro sono ancora là, in attesa che uno di loro due si scansi.

## Curiosità
- È l'unica storia del Dr. Seuss con poche parole.
- I Rax assomigliano moltissimo al burbero Grinch.